# 脱出アドベンチャー 旧校舎の少女
『脱出アドベンチャー 旧校舎の少女』（だっしゅつアドベンチャー きゅうこうしゃのしょうじょ）は、アークシステムワークスより2012年8月1日にニンテンドーeショップにて配信開始されたニンテンドー3DS用ゲームソフト。脱出アドベンチャーシリーズ第1作。

## 概要
学園を舞台にした脱出ゲームで、仲間との会話でストーリーや脱出のヒントを追う「アドベンチャー」、フィールド内を調査して脱出の手がかりを探す「探索」、探索で見つけたアイテムや仕掛けを主人公の持つ特殊工具で分解・解除する「分解・パズル」の3つの要素を軸に展開する。
本作以降、脱出アドベンチャーシリーズとして展開され、本作同様にニンテンドー3DS用ダウンロード専用ソフトとして、ニンテンドーeショップで続編が複数配信されている。
- 脱出アドベンチャー 魔女の住む館（2作目・2012年12月19日配信）
- 脱出アドベンチャー 悪夢の死神列車（3作目・2013年12月4日配信）
- 脱出アドベンチャー シアワセの赤い石（4作目・2014年4月30日配信）
- 脱出アドベンチャー 終焉の黒い霧（5作目・2014年8月27日配信）

3作目『悪夢の死神列車』のみ登場キャラクターや舞台が異なるが、他シリーズとのストーリーの関連性を持つ。
6作目『呪いの数列』からは若留達も2年生に進級し、第2シリーズが始まった。
- 脱出アドベンチャー 呪いの数列（6作目・2015年4月22日配信）
- 脱出アドベンチャー 神降しの占い盤（7作目・2015年12月22日配信）
- 脱出アドベンチャー 第七の予言（8作目・2016年9月28日配信）

## 舞台
舞台は全て架空のものである。
七阜市大継町（ななふし・おおつぎちょう）
古くから霊山として有名な、緑豊かな山と日本有数の面積を誇る湖を展望できる古都。今作ではあくまで旧校舎の探索に重きが置かれているため、町中で出てくる場所は若留の家だけである。
私立逢魔学園高校
町内にある私立高校。山の中腹に建てられており、徒歩で30分かかる。元々は逢間学園だが、なぜか魔の字をあてられることが多い。
旧校舎
逢魔学園の旧校舎。現在は立ち入り禁止となっている。図書室にあるという「開かずの間」を若留は探索し、それが今回の物語の始まりとなる。

## 登場人物
シリーズのストーリーは主に、若留・彦道・秀ノ介の3人を中心に進む。
時野 若留（ときの わかる）
シリーズの主人公。私立逢魔学園高校に通う少女。オカルトや怪談話に目がない。両親を幼少時に亡くしているため、時計屋を営む祖父に引き取られて育てられた影響で、時計が好きで年代物の時計をみると目の色が変わり夢中になるほど。左腕に肌身離さずつけてある腕時計には時計を修理するための工具が仕込まれている。工具を取り出す際は、専用のカットイン演出が入る。
鍛冶野 彦道（かじの ひこみち）
若留の幼馴染の少年。常に10面ダイスを持ち歩いている。家はパチンコ屋を営んでおり、その影響か非科学的な事は一切信じない一方で、賭けごとに対するジンクスは信じるという一面も。面倒くさがり屋だが、義理堅く、真っ直ぐな性格の持ち主で、立ちはだかる難題に挑む若留を支える。
須佐見 秀ノ介（すさみ しゅうのすけ）
持病の静養という理由で、若留達のクラスに転校してきた少年で学園理事長の孫。端正な顔立ちに物腰柔らかな態度のため女子に人気がある。学園の噂の知識を豊富に持つため若留達と意気投合するが、常に冷静で何かを考えているような節を見せる。
千波 鏡華（ちなみ きょうか）
よく道に迷ってしまう、天然で控えめな性格の少女。若留達のクラスメートであるが、4人で行動しているときの発言は非常に存在感がない。しかし、髪留めの小さい鈴の音は、彼女が確かに存在していることを示す。
時野 創司（ときの そうじ）
若留の祖父。「時野時計店」を経営しており、普段は工房で作業に取り組んでいるため外に出てこない。